# Ella
Ella ist ein weiblicher Vorname.

## Herkunft und Bedeutung
Für den Namen Ella kommen verschiedene Herleitungen in Frage.
- Kurzform von Namen, die mit El- beginnen[1][2][3], zum Beispiel Elisabeth[2][4] oder Ellen[5][3]

- Kurzform von Namen, die mit -ella enden[3][1], zum Beispiel Gabriella[3][2]
- Kurzform von Namen mit dem Element adal „edel“[6][7]
  - als Variante von Ale[4]
  - als Kurzform von Namen, die mit Edel- beginnen[1]
- Kurzform von Namen mit dem protonordischen Element *alja „anders“, „fremd“, wie Eleonore bzw. Eleanor[8][3][5][9][10]
- Kurzform von Namen, die mit Eil- beginnen[1]

## Verbreitung
Der Name Ella erfreut sich international großer Beliebtheit.
In Belgien nahm die Popularität des Namens seit den 1990er Jahren zu. Im Jahr 2003 stieg er mit Rang 95 in die Top-100 der Vornamenscharts auf, sechs Jahre später fand Ella sich erstmals auf der Hitliste der 10 beliebtesten Mädchennamen. Mit Rang 7 erreichte der Name im Jahr 2010 seine bislang höchste Platzierung (Stand 2023). Im darauffolgenden Jahr fiel er auf Rang 32 ab, erreichte jedoch drei Jahre später erneut die Top-10. Im Jahr 2022 belegte er Rang 13 der Hitliste.
Auch in Frankreich nahm der Name etwa seit der Jahrtausendwende an Beliebtheit zu, erreichte jedoch erst im Jahr 2020 die Top-100 der Vornamenscharts. Im Jahr 2022 erreichte der Name mit Rang 66 seine bislang höchste Platzierung.
In den Niederlanden zählt Ella seit 2012 zu den 100 meistgewählten Mädchennamen. Die Popularität des Namens nahm beständig zu, bis er im Jahr 2021 mit Rang 33 seine bislang höchste Platzierung in den Vornamenscharts erreichte. Im darauffolgenden Jahr fiel der Name um zehn Ränge ab.
In Tschechien erreichte der Name im Jahr 2007 erstmals die Top-100 der Vornamenscharts. Im Jahr 2016 erreichte er mit Rang 29 seine bis dahin höchste Platzierung in der Hitliste.
Mit Ausnahme des Jahres 2016 zählt Ella seit 2009 zu den 100 beliebtesten Mädchennamen Sloweniens, erreichte jedoch nie die Top-50 der Vornamenscharts. Im Jahr 2022 belegte er Rang 79 der Hitliste.

### Skandinavien
Der Name Ella nimmt in Dänemark seit den frühen 2000er Jahren an Beliebtheit zu. Seit 2008 zu den 40 beliebtesten Mädchennamen. Im Jahr 2014 stieg er in die Top-10 auf, die er seitdem nicht mehr verließ. Im Jahr 2022 stand er an der Spitze der Vornamenscharts. Insgesamt trugen im Jahr 2022 in Dänemark 7.327 Frauen den Vornamen Ella.
Ein ähnliches Bild zeigt sich in Schweden. Hier zählt Ella seit 2004 zu den 10 meistgewählten Mädchennamen und stand im Jahr 2007 an der Spitze der Vornamenscharts. Im Jahr 2022 belegte er in der Hitliste Rang 3. Insgesamt tragen 23.806 Schwedinnen diesen Namen, bei 17.283 davon handelt es sich um den Rufnamen. Ihr durchschnittliches Alter beträgt 18,5 Jahre (Stand 31. Dezember 2022).
In Norwegen wurde Ella bereits zu Beginn des 20. Jahrhunderts gelegentlich vergeben. Seit den 1920er Jahren sank die Beliebtheit des Namens, sodass er nur noch ausgesprochen selten gewählt wurde. Nach der Jahrtausendwende gewann der Name Ella rasch an Popularität. Im Jahr 2003 stieg der Name in die Top-100 der Vornamenscharts auf, zehn Jahre später erreichte er die Top-10. Als höchste Platzierung erreichte er in den Jahren 2019 und 2020 Rang 3 der Hitliste. Im Jahr 2022 belegte er den vierten Rang der Vornamenscharts und wurde dabei an 1,284 % der neugeborenen Mädchen vergeben.
In Finnland war Ella zu Beginn des 20. Jahrhunderts ein geläufiger Vorname. Zur Mitte des Jahrhunderts sank die Beliebtheit des Namens, um zur Jahrtausendwende hin wieder zuzunehmen. Obwohl seine Popularität zuletzt sank, zählt der Name immer noch zu den beliebtesten Mädchennamen des Landes. In den Jahren 2007 und 2012 stand er an der Spitze der Vornamenscharts. 2021 verließ der Name die Top-10 und belegte im Jahr 2022 Rang 18 der Vornamenscharts.

### Englischer Sprachraum
In den Vereinigten Staaten zählte der Name Ella bereits im ausgehenden 19. Jahrhundert zu den beliebtesten Mädchennamen des Landes. Im Laufe der Jahre sank die Popularität des Namens kontinuierlich, sodass er im Jahr 1929 die Top-100 der Vornamenscharts verließ. Seit den 1950er Jahren nahm die Beliebtheit immer stärker ab. Im Jahr 1951 verließ der Name die Top-200 der Namenscharts, bereits sieben Jahre später fand er sich nicht mehr unter den 300 meistgewählten Frauennamen. In den 1980er Jahren erreichte die Beliebtheit des Namens ihren Tiefpunkt. Mehrmals fand sich der Name außerhalb der 1000 meistgewählten Frauennamen. In den 1990er und frühen 2000er Jahren erlebte die Popularität des Namens einen raschen Aufschwung. Stand Ella im Jahr 1991 noch auf Rang 899 der Vornamenscharts, stieg er bereits sechs Jahre später in die Top-500 der Vornamenscharts auf, weitere fünf Jahre später, im Jahr 2002 erreichte er erneut die Hitliste der 100 beliebtesten Mädchennamen, die er seitdem nicht mehr verließ (Stand 2023). Zwischen 2008 und 2021 zählte er zu den 20 meistgewählten Mädchennamen und erreichte in den Jahren 2011 und 2012 als bislang höchste Platzierung Rang 12 der Vornamenscharts. Im Jahr 2022 belegte Ella Rang 25 der Hitliste.
Ein ähnliches Bild zeigt sich auch in Kanada. Hier erreichte der Name vier Jahre nach Wiedereintritt in die Top-100 die Top-10 der Vornamenscharts (Rang 8, Stand 2005). Im Jahr 2019 belegte er Rang 11 der Hitliste.
Auch in Neuseeland fand sich Ella bereits zu Beginn des 20. Jahrhunderts in der Top-100 der Vornamenscharts. Nachdem er im Jahr 1922 diese Hitliste verlassen hatte, erreichte der Name sie erst im Jahr 1993 erneut. Seine Popularität nahm rasch zu, sodass er im Jahr 2002 die Top-10 erreichte und in den Jahren 2006 und 2007 an der Spitze der Vornamenscharts stand. Danach sank seine Popularität leicht, sodass er im Jahr 2022 auf Rang 13 der Hitliste stand.
In Australien zählt der Name Ella seit 1998 zu den 100 beliebtesten Mädchennamen. Im Jahr 2007 erreichte er mit Rang 2 seine bislang höchste Platzierung, zuletzt stand der Name auf Rang 7 der Hitliste (Stand 2023).
Der Name Ella hat sich auch in Großbritannien unter den beliebtesten Mädchennamen etabliert.
In Irland stieg Ella im Jahr 1998 in die Top-100 der Vornamenscharts ein und etablierte sich unter den 20 meistgewählten Mädchennamen. Im Jahr 2007 erreichte der Name mit Rang 3 seine bislang höchste Platzierung. Im Jahr 2022 belegte er Rang 14 der Hitliste.

### Deutscher Sprachraum
Der Name Ella stieg in Österreich im Jahr 2007 in die Top-100 der Vornamenscharts auf. Davor wurde er nur selten als Vorname gewählt. Seitdem nahm seine Popularität weiter zu. Im Jahr 2021 erreichte er mit Rang 17 seine bislang höchste Platzierung, um im darauffolgenden Jahr auf Rang 19 abzusinken. Dabei wurde er an 356 Mädchen vergeben.
In der Schweiz zählt Ella ebenfalls seit 2007 zu den 100 beliebtesten Mädchennamen. Im Jahr 2022 erreichte er mit Rang 12 seine bislang höchste Platzierung in den Vornamenscharts.
In Deutschland zählte Ella bereits im ausgehenden 19. Jahrhundert zu den beliebtesten Mädchennamen. Als höchste Platzierung erreichte er in den Jahren 1891 und 1905 in den Vornamenscharts Rang 15. Im Laufe des 20. Jahrhunderts sank seine Popularität, sodass er außer Mode geriet. Anfang des 21. Jahrhunderts gewann er wieder an Popularität. Im Jahr 2006 erreichte er erstmals wieder die Top-100 der Vornamenscharts. Seit 2018 zählt Ella zu den 10 beliebtesten Mädchennamen in Deutschland. Im Jahr 2022 stand der Name das fünfte Mal in Folge auf Rang 8 der Hitliste und wurde damit an 1,07 % der neugeborenen Mädchen vergeben. Besonders beliebt war er in Bremen (Rang 1) und Schleswig-Holstein (Rang 2).

## Namensträger

### Vorname
- Ella Adaïewsky (1846–1926), russische Pianistin und Komponistin
- Ella Allan (* 2010), US-amerikanische Schauspielerin
- Ella Anderson (* 2005), US-amerikanische Kinderdarstellerin
- Ella Sophia Armitage (1841–1931), englische Historikerin und Archäologin
- Ella Auerbach (1900–1999), deutsche Juristin, US-amerikanische Sozialarbeiterin
- Ella Baker (1903–1986), US-amerikanische Bürgerrechtlerin
- Ella Balinska (* 1996), britische Schauspielerin
- Ella Ballentine (* 2001), kanadische Schauspielerin
- Ella Barnwell (* 2001), britische Radsportlerin
- Ella Barowsky (1912–2007), deutsche Politikerin (LDPD, FDP), MdA
- Ella D. Barrier (1852–1945), US-amerikanische Pädagogin
- Ella Bergmann-Michel (1895–1971), deutsche Fotografin und Filmemacherin
- Ella Bradna (1879–1957), böhmischstämmige Zirkusreiterin
- Ella Briggs (1880–1977), österreichisch-britische Architektin
- Ella Büchi (1929–1999), Schweizer Schauspielerin
- Ella Campbell (1910–2003), neuseeländische Botanikerin und Bryologin
- Ella von Cappeln (1907–1969), dänische Widerstandskämpferin während der deutschen Besatzung Dänemarks
- Ella Connolly (* 2000), australische Sprinterin
- Ella Conradty (1889–1978), deutsche Unternehmerin
- Ella Danz, deutsche Schriftstellerin
- Ella de Vries (* 1977), belgische Fußballschiedsrichterassistentin
- Ella Cara Deloria (1889–1971), US-amerikanische Anthropologin, Linguistin und Schriftstellerin
- Ella Alexandrowna Diehl (* 1978), russische Badmintonspielerin
- Ella D’Arcy († 1937), englische Schriftstellerin
- Ella Ehlers (1904–1985), deutsche Politikerin (KPD, SADP, SPD)
- Ella Ehni (1875–1952), württembergische Politikerin (DDP)
- Ella Asbeha, Negus von Aksum (im heutigen Äthiopien)
- Ella Mai (* 1994), britische R&B-Sängerin
- Ella Ensink (1897–1968), deutsche Filmeditorin
- Ella Erau, österreichische Theaterschauspielerin
- Ella Ewing (1872–1913), US-amerikanische Sideshow-Darstellerin
- Ella Eyre (* 1994), britische Popsängerin
- Ella Fitzgerald (1917–1996), US-amerikanische Jazz-Sängerin
- Ella Flesch (1898–1957), ungarische Opernsängerin (Sopran)
- Ella Frey (* 2004), deutsche Schauspielerin
- Ella Gabri, Theaterschauspielerin
- Ella Gjømle (* 1979), norwegische Skilangläuferin
- Ella Gmeiner (1874–1954), deutsche Opernsängerin (Mezzosopran)
- Ella-Maria Gollmer (* 1994), deutsche Schauspielerin
- Ella T. Grasso (1919–1981), US-amerikanische Politikerin und Gouverneurin von Connecticut
- Ella Greenslade (* 1997), neuseeländische Ruderin
- Ella Grødem (* 1977), grönländische Handballspielerin
- Ella Guru (* 1966), US-amerikanische Malerin und Musikerin
- Ella von der Haide (* 1974), deutsche Filmemacherin, Videokünstlerin, Gärtnerin und Stadtplanerin
- Ella Halvarsson (* 1999), schwedische Biathletin
- Ella Harper (1870–1921), US-amerikanische Zirkusdarstellerin
- Ella Hattan, amerikanische Fechterin und Schauspielerin
- Ella Cora Hind (1861–1942), kanadische Journalistin, Landwirtin und Frauenrechtlerin
- Ella Holm Bull (1929–2006), südsamische Autorin
- Ella Hruschka (1851–1912), österreichische Lehrerin, Publizistin und Zeitungsgründerin
- Ella Hughes (* 1995), englische Pornodarstellerin
- Ella Hunt (* 1998), britische Schauspielerin
- Ella Iranyi (1888–1942), österreichische Grafikerin und Malerin
- Ella Marie Hætta Isaksen (* 1998), norwegisch-samische Sängerin und Joikerin
- Ella Jenkins (1924–2024), US-amerikanische Folkmusikerin
- Ella Johnson (1923–2004), US-amerikanische Rhythm-and-Blues- und Jazz-Sängerin
- Ella Jonas-Stockhausen (1883–1967), deutsche Pianistin und Musikpädagogin
- Ella Junnila (* 1998), finnische Hochspringerin
- Ella Kaabachi (* 1992), französisch-tunesische Fußballspielerin
- Ella Kay (1895–1988), deutsche Kommunalpolitikerin und Widerstandskämpferin gegen den Nationalsozialismus, MdA
- Ella Kovacs (* 1964), rumänische Leichtathletin
- Ella Lachmann, deutsche Opernsängerin (Sopran)
- Ella Lauer (1940–2022), deutsche Tischtennisspielerin und -funktionärin
- Ella Lee (* 2003), deutsche Schauspielerin
- Ella Leivo (* 1994), finnische Tennisspielerin
- Ella Lemberger (1891–1942), österreichisches NS-Opfer
- Ella Lemhagen (* 1965), schwedische Regisseurin
- Ella Liebermann-Shiber (1923–1998), Überlebende und Zeitzeugin des Holocaust
- Ella Lingens-Reiner (1908–2002), österreichische Ärztin, Juristin und Gerechte unter den Völkern
- Ella Lola, US-amerikanische Tänzerin
- Ella Magnussen (1847–1911), deutsche Malerin
- Ella Mai (* 1994), britische R&B-Musikerin
- Ella Maillart (1903–1997), Schweizer Sportlerin und Reiseschriftstellerin
- Ella Margold (1886–1961), österreichische Textilkünstlerin
- Ella Masar (* 1986), US-amerikanisch-kanadische Fußballspielerin
- Ella McDonald (* 2005), britische Tennisspielerin
- Ella Mensch (1859–1935), deutsche Schriftstellerin und Pädagogin
- Ella Milch-Sheriff (* 1954), israelische Komponistin
- Ella Morgen (* 1999), deutsche Schauspielerin
- Ella Mae Morse (1924–1999), US-amerikanische Jazz- und R&B-Sängerin
- Ella Moss Duval (1843–1911), US-amerikanische Porträt- und Genremalerin
- Ella Müller, deutsche Politikerin (SPD), MdBB
- Ella Müller-Payer (1879–1957), württembergische Politikerin (DDP), MdL 1919–1920
- Ella Nelson (* 1994), australische Sprinterin
- Ella Øverbye (* 2004), norwegische Schauspielerin
- Ella Onojuvwevwo (* 2005), nigerianische Sprinterin
- Ella Scoble Opperman (1873–1969), US-amerikanische Musikpädagogin, Organistin und Pianistin
- Ella Palis (* 1999), französische Fußballspielerin
- Ella Alexandrowna Pamfilowa (* 1953), russische Politikerin
- Ella Pancera (1870–1932), österreichische Pianistin
- Ella Rae Peck (* 1990), US-amerikanische Schauspielerin
- Ella Philip (1905–1976), rumänische Pianistin und Musikpädagogin
- Ella Michailowna Poljakowa (* 1941), russische Friedens- und Menschenrechtsaktivistin
- Ella Purnell (* 1996), britische Schauspielerin
- Ella Raidel (* 1970), österreichische Filmemacherin, Regisseurin und bildende Künstlerin
- Ella Raines (1920–1988), US-amerikanische Schauspielerin
- Ella Rappich (* 2000), schwedische Schauspielerin
- Ella Räuber (1874–1963), deutsche Malerin und Grafikerin
- Ella Riemersma (1903–1993), niederländische Grafikerin und Illustratorin
- Ella Rubin (* 2001), US-amerikanische Schauspielerin
- Ella Rumpf (* 1995), schweizerisch-französische Schauspielerin
- Ella Scharowsky (1885–1941), deutsche Malerin
- Ella Schmittmann (1880–1970), deutsche Sozialpolitikerin
- Ella Schwarz (1869–1962), deutsche Kindergärtnerin, Schulleiterin und Fröbelpädagogin
- Ella Seidel (* 2005), deutsche Tennisspielerin
- Ella Freeman Sharpe (1875–1947), britische Psychoanalytikerin
- Ella-Rae Smith (* 1998), englische Schauspielerin und Model
- Ella Issaakowna Solomonik (1917–2005), sowjetische Althistorikerin und Hochschullehrerin
- Ella Church Strobell (1862–1920), US-amerikanische Zytologin und Zoologin
- Ella Suitiala (* 1989), finnische Snowboarderin
- Ella Dunbar Temple (1918–1998), peruanische Historikerin und Hochschullehrerin
- Ella Toone (* 1999), britische Fußballspielerin
- Ella Touon (* 2003), Schweizer Fußballspielerin
- Ella Trebe (1902–1943), deutsche Widerstandskämpferin gegen den Nationalsozialismus
- Ella Tripp (* 1976), englische Badmintonspielerin
- Ella Van Kerkhoven (* 1993), belgische Fußballspielerin
- Ella Vogelaar (1949–2019), niederländische Gewerkschafterin und Politikerin (PvdA)
- Ella Warkentin, deutsche Bauchtänzerin und Tanzpädagogin
- Ella Waweya (* 1989), israelische Soldatin
- Ella Weber, österreichische Bildhauerin
- Ella Weiß (1910–1995), deutsche Politikerin (SPD), MdL
- Ella Carina Werner (* 1979), deutsche Autorin
- Ella Wheeler Wilcox (1850–1919), US-amerikanische Schriftstellerin
- Ella Wild (1881–1932), Schweizer Journalistin und Redaktorin
- Ella Wilks (* 1985), neuseeländische Schauspielerin
- Ella Wyllie (* 2002), neuseeländische Radrennfahrerin
- Ella Young (1867–1956), irische Autorin, Theosophin und Freiheitskämpferin
- Ella Flagg Young (1845–1918), US-amerikanische Schulverwaltungsreformerin, erste Frau in der Position eines Superintendenten
- Ella Zeller-Constantinescu (1933–2025), rumänische Tischtennisspielerin
- Ella Zipser (1926–2012), österreichischer Politiker (SPÖ), Landtagsabgeordneter, Abgeordnete zum Nationalrat
- Ella Zirina (* 1997), lettische Jazzmusikerin (Gitarre, Komposition)
- Ella Zirzow (* 2002), deutsche Schauspielerin

### Künstlername
- Ella (* 1966), malaysische Rockmusikerin
- Ella Blixt (Ellinor Blixt; * 1983), schwedische Indietronic-Musikerin
- Ella Endlich (eigentlich Jacqueline Zebisch; * 1984), deutsche Popsängerin
- Ella Henderson (eigentlich Gabriella Michelle Henderson; * 1996), britische Sängerin
- Deliciously Ella (* 1991), britische Foodbloggerin, Buchautorin und Markengründerin